# Neoheteroceras flageoletii
Neoheteroceras flageoletii är en svampart som först beskrevs av Pier Andrea Saccardo, och fick sitt nu gällande namn av Nag Raj 1993. Neoheteroceras flageoletii ingår i släktet Neoheteroceras, divisionen sporsäcksvampar och riket svampar.   Inga underarter finns listade i Catalogue of Life.